# Коле Сан Клементе (Перуђа)
Коле Сан Клементе је насеље у Италији у округу Перуђа, региону Умбрија.
Према процени из 2011. у насељу је живело 108 становника. Насеље се налази на надморској висини од 332 м.